# Opération Blacklist Forty

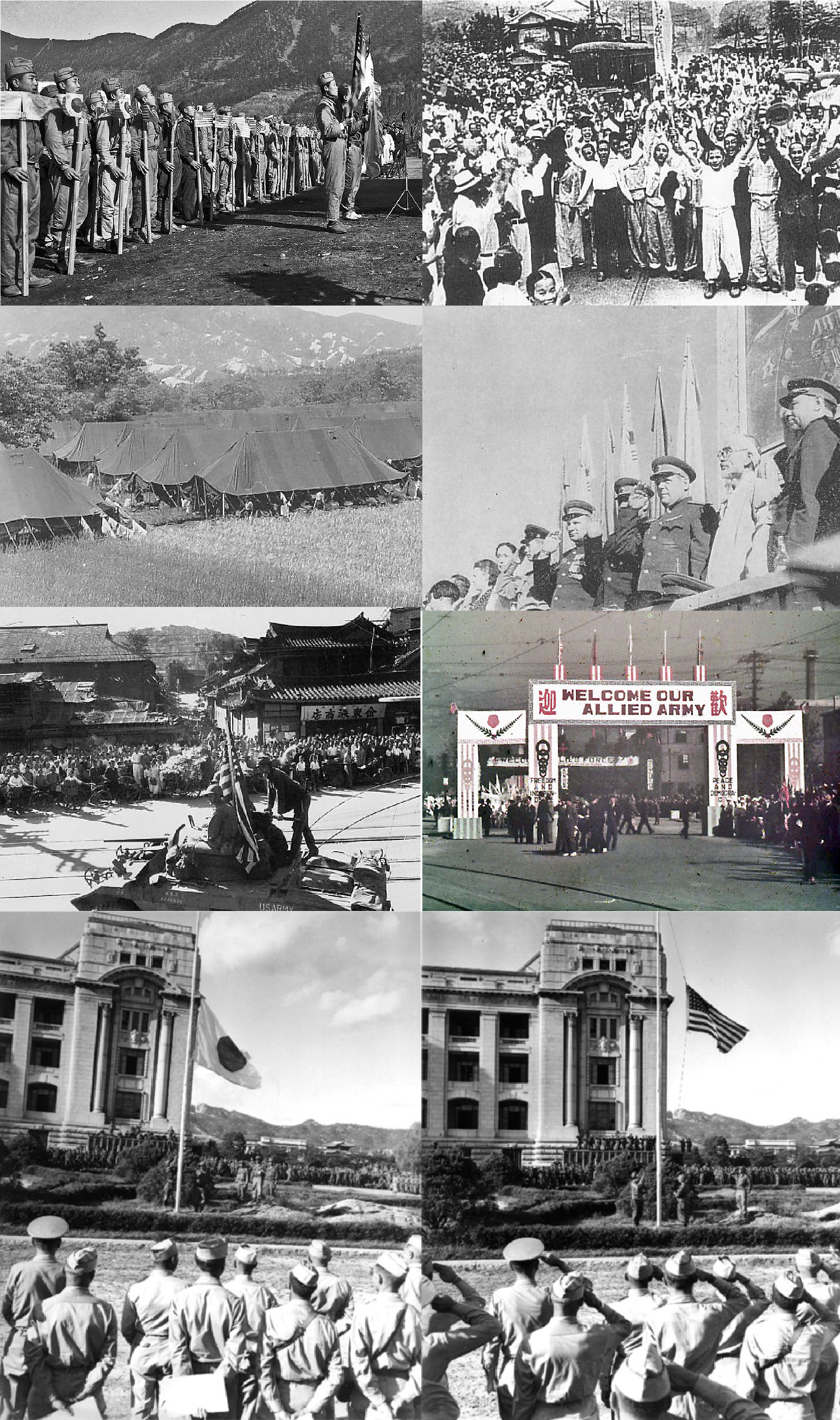
Opération Blacklist Forty.

L'Opération Blacklist Forty (en anglais : « Operation Blacklist Forty ») est le nom de code donné à l'occupation américaine de la Corée entre 1945 et 1948.
Après la fin de la Seconde Guerre mondiale, les forces américaines s'installèrent sur le territoire de ce qui est de nos jours la Corée du Sud, afin d'accepter la reddition de l'Empire japonais et aider à la création d'un gouvernement coréen unifié et indépendant avec l'aide de l'Union soviétique, qui occupait alors le territoire de ce qui est actuellement la Corée du Nord. Toutefois, cette entreprise se montra infructueuse, et l'Union soviétique et les États-Unis établirent chacun un gouvernement leur étant favorable, résultant en la division de la Corée, une situation toujours d'actualité,.

## Contexte
La division de la Corée en zones d'occupation fut proposée par les États-Unis à l'Union soviétique en août 1945, lorsque cette dernière entra en guerre contre le Japon. Le 38e parallèle nord fut choisi pour séparer les deux zones d'occupation le 10 août par deux officiers américains, Dean Rusk et Charles Bonesteel (en), qui travaillaient dans la précipitation et n'avaient que peu d'informations sur la Corée. Leurs supérieurs approuvèrent la ligne de séparation et la proposition fut acceptée par les Soviétiques.
Les Américains avaient pour ambition d'établir un gouvernement représentatif favorable à la politique américaine dans la région, et les Soviétiques avaient comme espoir d'établir une nouvelle nation communiste favorable à leurs intérêts,,.

## Occupation

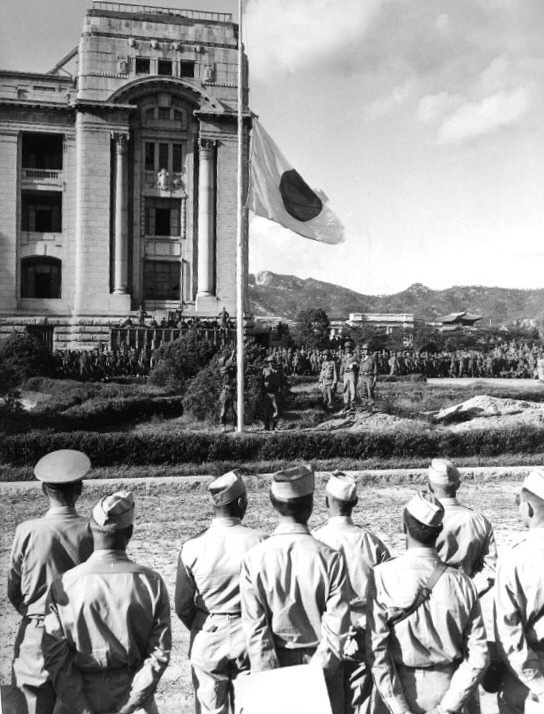
La cérémonie d'abaissement du drapeau à Séoul pendant la capitulation officielle du Japon en Corée, le 9 septembre 1945.

La force d'occupation américaine consistait en 45 000 hommes du 24e corps d'armée de l'United States Army. La première partie de ces forces était un petit groupe avancé, qui atterrit à l'aérodrome Kimpo, près de Séoul, le 4 septembre 1945. Un autre petit groupe avancé, consistant en quatorze hommes de la 7e division d'infanterie légère, s'installa à Incheon le 8 septembre, et le débarquement principal débuta le jour suivant. D'après l'auteur Paul M. Edwards, le gouvernement des États-Unis n'avait que peu d'intérêt envers la Corée et s'appuyait sur le général Douglas MacArthur, qui était alors aux commandes de l'occupation du Japon, pour prendre la plupart des décisions après-guerre. MacArthur, cependant, était déjà débordé avec le travail à accomplir au Japon et demanda au commandant de l'opération Blacklist Forty, le lieutenant-général John R. Hodge, de maintenir une occupation sévère de la Corée. Hodge installa ses quartiers généraux à l'hôtel Banda, à Séoul, établit le gouvernement militaire de l'armée des États-Unis en Corée, déclara l'anglais comme langue officielle du pays, et débuta le processus de construction d'un gouvernement coréen indépendant qui était favorable aux États-Unis,,.
Hodge était considéré comme un très bon commandant sur le champ de bataille, mais un piètre diplomate. Il ne fait aucun doute qu'il n'aimait pas les Coréens et qu'il ignorait leur culture et les différences qu'elle comportait avec celle des Japonais. Par conséquent, Hodge fit de nombreuses erreurs, parmi lesquelles la diffusion d'un ordre à ses hommes de « traiter les Coréens comme des ennemis ». Plus tard, en raison d'un manque d'hommes, Hodge permit à la vieille force de police japonaise de rester en service pour le contrôle des foules et des travaux similaires. Il conserva également le gouvernement colonial japonais, du moins initialement, jusqu'à ce qu'il puisse trouver des solutions de remplacement américaines convenables. Toutefois, à la suite d'une plainte du peuple coréen, le gouvernement militaire américain à Tokyo se vit officiellement retirer la Corée du contrôle politique et administratif japonais, le 2 octobre 1945. Ainsi, les administrateurs japonais furent retirés du pouvoir, même si beaucoup d'entre-eux furent désormais employés comme conseillers pour leurs remplaçants américains. Edwards affirme que la contribution la plus significative de Hodge à l'occupation fut l'alignement de son gouvernement militaire avec celui de la faction des nantis les plus anticommunistes de la Corée, et la promotion d'hommes qui avaient précédemment collaboré avec les Japonais dans des positions d'autorité,,.
L'auteur japonais Eiji Takemae affirme que les forces américaines furent surtout considérées comme une force d'occupation, non des libérateurs. Il affirme également que les Américains avaient en fait plus de respect pour les Japonais que les Coréens, en raison de l'ancien contexte militaire, et qu'ils appréciaient le niveau de connaissance et la qualité d'administration des Japonais, qu'ils ne parvinrent pas à déceler chez les Coréens. Ils se rendirent compte qu'il était plus facile de traiter avec les autorités japonaises pour ce qui concernait la gestion de la Corée, plutôt que de traiter directement avec les multiples factions politiques de la Corée. D'après Takemae, « […]aux yeux de beaucoup de Coréens, les Américains étaient aussi mauvais que les Japonais ».

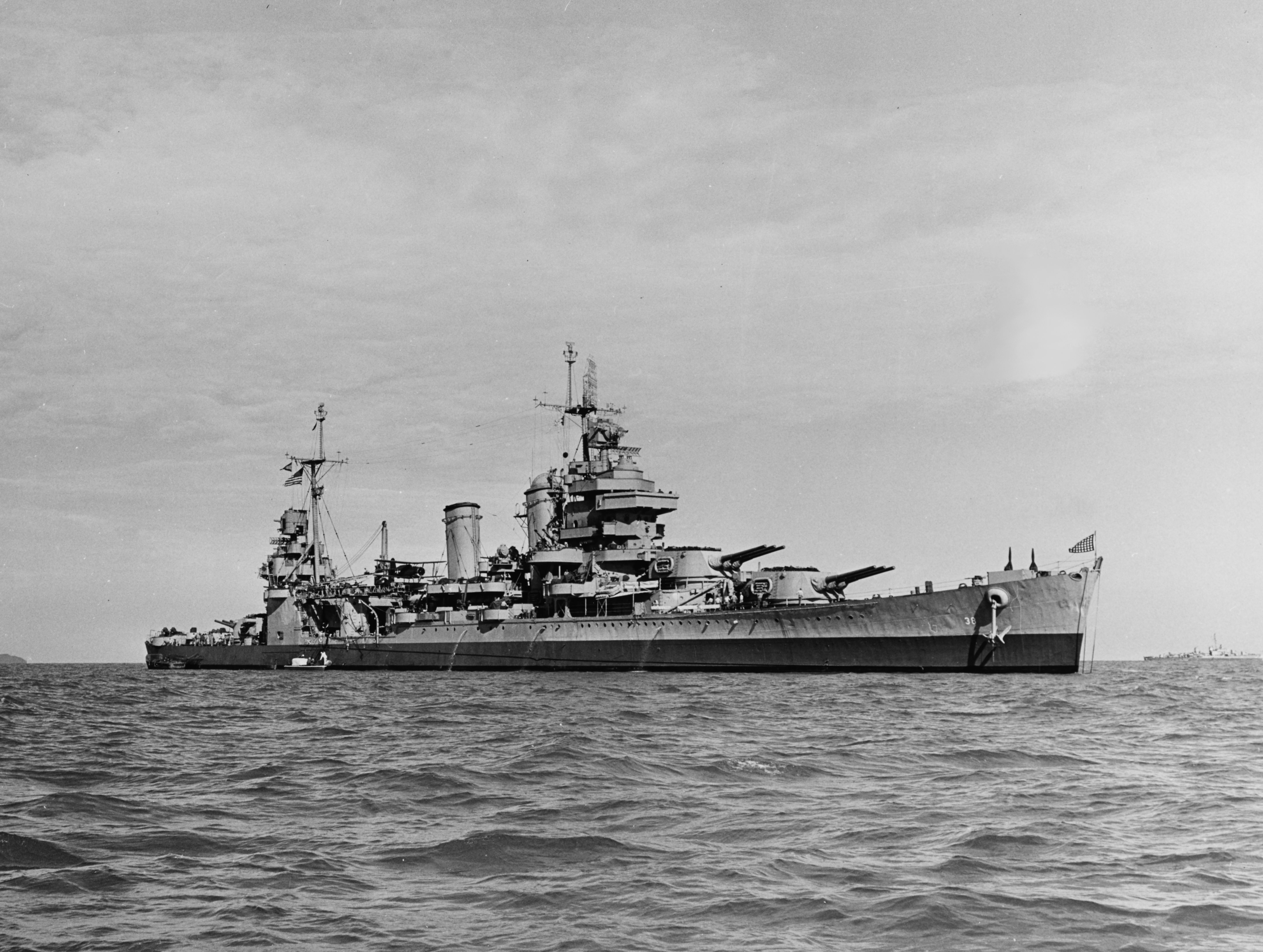
L'USS San Francisco (CA-38), au large de la côte coréenne, le 28 septembre 1945.

Les préparatifs pour le retrait des forces américaines et soviétiques de la péninsule coréenne ne pouvaient pas commencer avant que les gouvernements des deux camps se soient mis d'accord avec l'établissement d'un gouvernement coréen unifié qui soit favorable à l'intérêt des deux nations. Toutefois, les Soviétiques refusèrent d'accepter la moindre idée qui ne fasse pas appel à la création d'un état communiste et les négociations furent infructueuses. En conséquence de ce désaccord, les États-Unis envoyèrent la « question coréenne » aux Nations unies (UN). Les Nations unies acceptèrent de relever le défi en septembre 1947, et procédèrent à donner aux Coréens des élections supervisées par les Nations unies. L'Union soviétique, toutefois, clarifia le fait que toute décision prise par les Nations unies ne s'appliquerait qu'à la partie de la Corée se situant au sud du 38e parallèle, et que tout ce qui concernait le nord de cette limite symbolique serait déterminé soit par les Soviétiques eux-mêmes, soit par la nouvelle république populaire démocratique de Corée (désormais connue sous le nom de Corée du Nord). Néanmoins, les élections furent tenues, et le leader coréen exilé Syngman Rhee fut élu président de la nouvelle république de Corée (désormais connue sous le nom de Corée du Sud), le 24 juillet 1948,.
Les occupations américaine et soviétique de la Corée se terminèrent peu de temps après, laissant derrière elles une péninsule coréenne divisée. Selon Edwards, la plupart des Américains étaient contents d'avoir quitté le pays. En 1950, la Corée, ou les affaires orientales lointaines en général, étaient devenues d'une importance si négligeable aux yeux des Américains que, le 5 janvier 1950, le président Harry Truman affirma qu'il n'interviendrait pas dans l'accrochage entre les communistes et les nationalistes chinois à Taïwan ou sur le territoire principal de la Chine. De même, sept mois plus tard, le Secrétaire d'État des États-Unis Dean Acheson affirma que « la Corée était désormais en dehors de la sphère d'influence américaine ». Toutefois, en dépit de ces déclarations, les États-Unis et la Corée du Sud signèrent un pacte d'assistance militaire, le 26 janvier 1950, mais seulement l'équivalent de 1 000 dollars de câbles de transmission étaient arrivés sur le sol sud-coréen, au moment où éclata la guerre de Corée, le 25 juin 1950.